# ディーサイド
ディーサイド (DEICIDE) は、アメリカ、フロリダ州タンパ出身のデスメタルバンド。
バンド名の意味は「神を殺す事」（ラテン語の「神(Deus)」と「殺害(Cide)」の合成語が由来）。

## 概要・背景
アンチクライストや悪魔崇拝を掲げ、歌詞も冒涜的なものばかりである。その点はブラックメタルとも共通するが、音楽性は真正のデスメタルであり、主にスレイヤーなどのスラッシュメタルから影響を受けている。
デス、モービッド・エンジェル、オビチュアリーらのフロリダ勢、カンニバル・コープス、サフォケイション、マルヴォレント・クリエイションらニューヨーク勢と共に、1990年代初頭のアメリカデスメタルシーンの発展を支え、世界中のデスメタルバンドに影響を与えた。
また彼らがレコーディングに使用したフロリダ州タンパのモリサウンドとそこを拠点に活躍していた音楽プロデューサーのスコット・バーンスが作り出すサウンドは世界中のデスメタルバンドの憧れになり、世界中のデスメタルバンドが次々とレコーディングに訪れるようになった。
元々幼馴染であったスティーブ・アシェイム、エリック・ホフマン、ブライアン・ホフマンの3人が組んでいたカーネイジ(CARNAGE)（マイケル・アモットが在籍していたスウェーデンのバンドとは別バンド）というローカルバンドにグレン・ベントンが加入する形で1987年に結成された。結成当時はエイモン(AMON)と名乗っていたが、その後「ディーサイド」に改名した。エイモン時代に録音していたデモは、『Amon:Feasting The Beast』というアルバムにまとめられている。
グレン・ベントンは前々から「イエス・キリストが亡くなった年齢と同じ33歳になったら、自分は自殺する」と公言しており、33歳になった時の動向が注目されていたが、33歳になったらあっさりと撤回した。こうしたディーサイドの態度から、彼らのアンチクライストとしてのスタンスが疑われることも多い。他にもライブ会場を爆破テロされたことなども有名である。
デビュー以来オランダのロードランナー・レコードからレコードを出し続けていたが、2004年の7thアルバムからはイギリスの老舗デスメタル／グラインド・コアレーベル、イヤーエイク・レコードとのリリース契約を結んでいる。
結成以来約17年間、メンバーが不変であったが、2004年にギタリストのホフマン兄弟が解雇され、元カンニバル・コープスのジャック・オーウェン、デスやアイスド・アースで活動していたラルフ・サントーラが加入する。なお、解雇されたホフマン兄弟は、2007年にディーサイドの前身バンドであるエイモンの名前でバンドを結成した。
2007年にラルフが脱退し、ケビン・クイリオンが加入。しかしながら、2008年および2009年には、ケビンに代わってラルフがツアーセッションとして参加することがあった。2010年にケビンが脱退し、ラルフが再加入。2011年にラルフが再脱退し、ケビンが再加入した。
2011年リリースの10thアルバムよりセンチュリー・メディア・レコードに移籍している。
2016年には、12年間在籍したジャック・オーウェンが脱退し、モンストロシティーで活動するマーク・イングリッシュ (G)が加入。2019年にイングリッシュが脱退し、オータムズ・エンドのクリス・キャンネラ (G)が加入した。

## メンバー

### 現在のメンバー
- グレン・ベントン (Glen Benton) - ボーカル/ベース (1987- )
ヴァイタル・リメインズにヴォーカルで参加していた。また当時タンパのモリサウンドでレコーディングしていたナパーム・デスの「Unifit Earth」（『ハーモニー・コラプション』収録）に、オビチュアリーのジョン・ターディーと共にコーラスで参加している。趣味はバイク。
- ケビン・クイリオン (Kevin Quirion) - ギター (2008-2009, 2009-2010, 2011- )
- クリス・キャンネラ (Chris Cannella) - ギター (2019- )
- スティーブ・アシェイム (Steve Asheim) - ドラムス (1987- )
オリジナルメンバー。ギターを弾くこともでき、9thアルバム『Till Death Do Us Part』では、全てのリズムギターも担当し、一部楽曲ではリードギターも演奏した。ガンコレクターである。

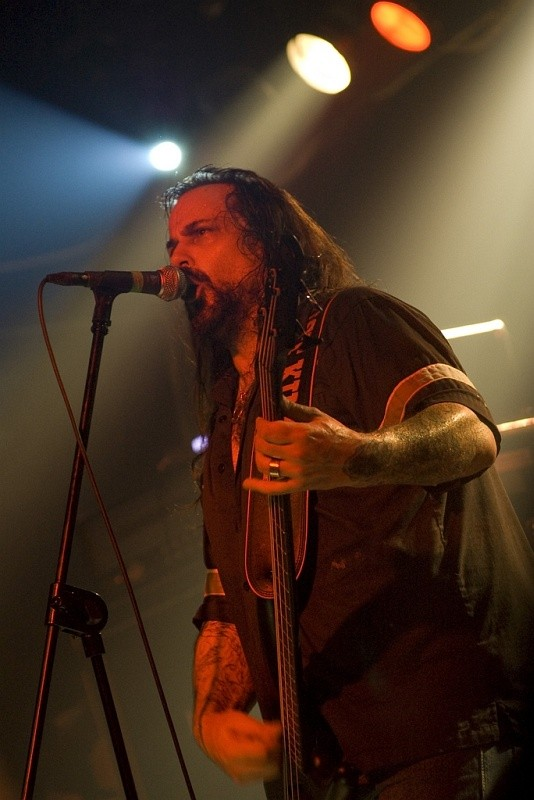
グレン・ベントン(Vo/B) 2009年
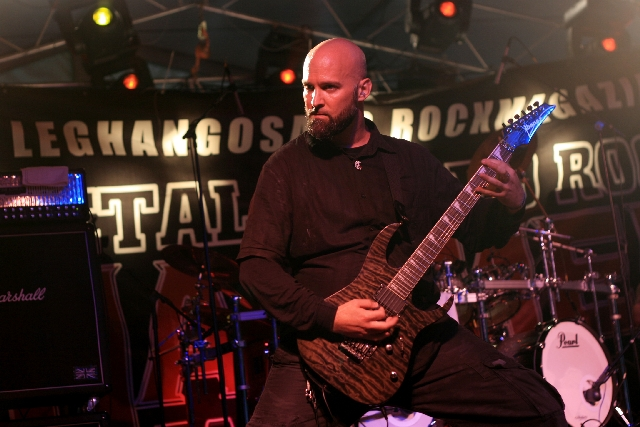
ケビン・クイリオン(G) 2010年
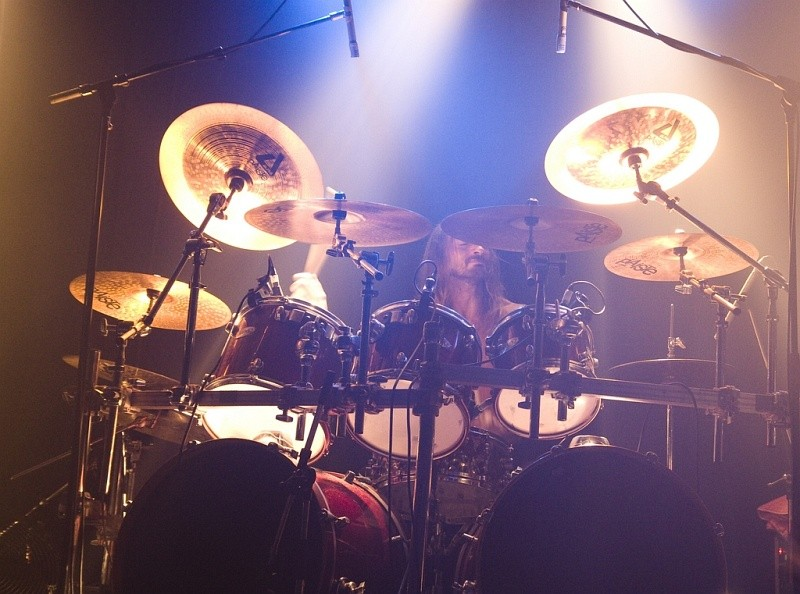
スティーブ・アシェイム(Ds) 2009年

### 元メンバー
- エリック・ホフマン (Eric Hoffman) - ギター (1987-2004)
- ブライアン・ホフマン (Brian Hoffman) - ギター (1987-2004)
- ラルフ・サントーラ (Ralph Santolla) - ギター (2005-2007、2008、2009、2010-2011)
デスにツアーギタリストとして参加し、その後はセバスチャン・バックのバックバンドやアイスド・アースに在籍していた。2007年にオビチュアリーのツアーに参加するため脱退したが、断続的に参加し、2010年に復帰、2011年に脱退した。
2018年5月30日に心臓発作を起こし昏睡状態となったが、6月6日夜に生命維持装置が外され死去した[4]。51歳没。
- ジャック・オーウェン (Jack Owen) - ギター (2004-2016)
元カンニバル・コープス。脱退後、同じく元カンニバル・コープスのクリス・バーンズ率いるシックス・フィート・アンダーに加入した。
- マーク・イングリッシュ (Mark English) - ギター (2016- )

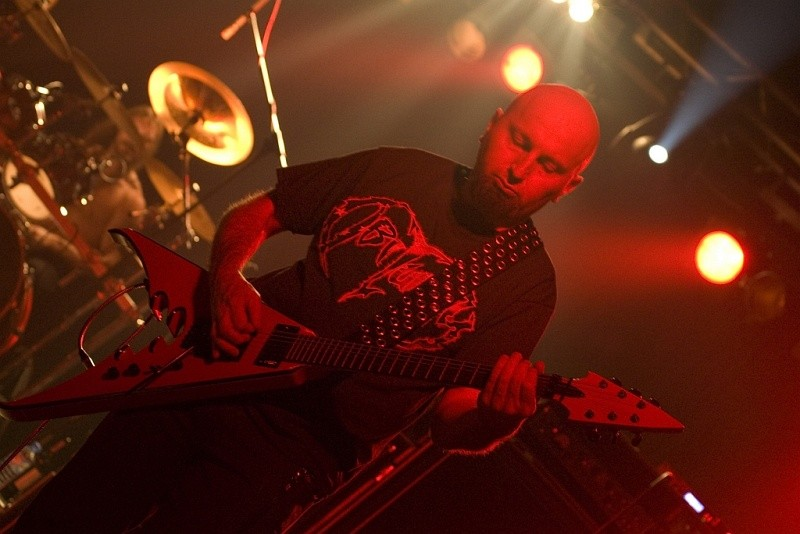
ジャック・オーウェン(G) 2009年

### ライヴセッション
- デイブ・スズキ (Dave Suzuki) - ギター (2004-2005)
グレン・ベントンも参加していたヴァイタル・リメインズのギタリストでもあった。ライブ・サポートのみの参加。

## ディスコグラフィー

### アルバム
- 1990年 ディーサイド - Deicide
- 1992年 リージョン - Legion
- 1995年 ワンス・アポン・ザ・クロス - Once Upon the Cross
- 1997年 サーペンツ・オブ・ザ・ライト - Serpents of the Light
- 2000年 インシナレイトヒム - Insineratehymn
- 2001年 イン・トーメント・イン・ヘル - In Torment In Hell
- 2004年 スカーズ・オブ・ザ・クルーシフィックス - Scars of the Crucifix
- 2006年 ステンチ・オブ・レディンプション - Stench of Redemption
- 2008年 ティル・デス・ドゥ・アス・パート - Till Death Do Us Part
- 2011年 トゥ・ヘル・ウィズ・ゴッド - To Hell with God
- 2013年 イン・ザ・マインド・オブ・イーヴル - In the Minds of Evil
- 2018年 オーバーチュアズ・オブ・ブラスフェミー - Overtures of Blasphemy
- 2024年 - Banished by Sin

### シングル・ミニアルバム
- 2006年 ステンチ・オブ・レディンプション 666 EP - Stench of Redemption 666 EP

### ライブ
- 1998年 ウェン・サタン・ライブス - When Satan Lives

### ベスト・コンピレーション
- 1993年 エイモン：フィースティング・ザ・ビースト - Amon: Feasting the Beast
- 2003年 ザ・ベスト・オブ・ディーサイド - The Best of Deicide

### 映像作品
- 2005年 ウェン・ロンドン・バーンズ - When London Burns